# 그우프치체군

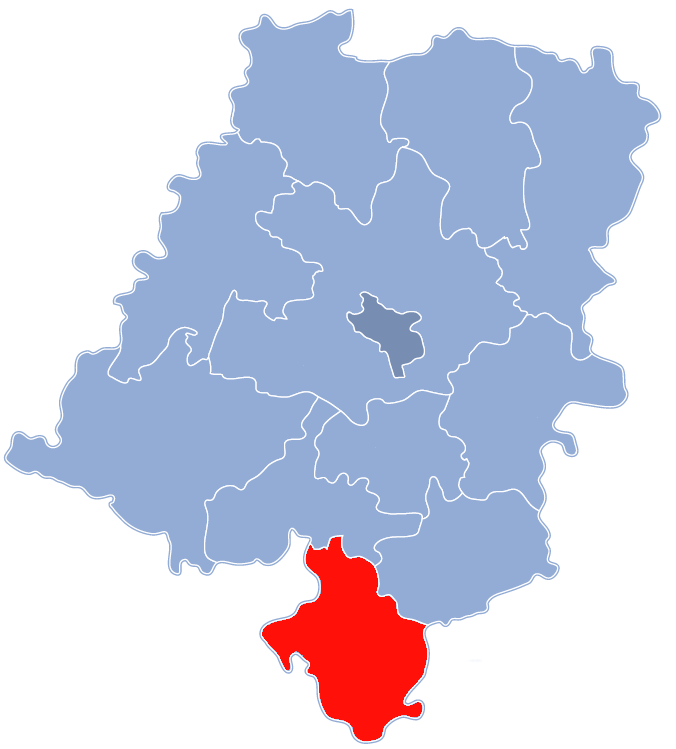
오폴레주 지도에 표시된 그우프치체군의 위치

그우프치체군(폴란드어: powiat głubczycki)은 폴란드 오폴레주에 위치한 군으로 군청 소재지는 그우프치체이며 면적은 673.1km2, 인구는 45,679명(2019년 6월 30일 기준), 인구 밀도는 68명/km2이다.
북쪽으로는 프루드니크군, 동쪽으로는 켕지에진코질레군, 실롱스크주 라치부시군과 접하며 남쪽, 서쪽으로는 체코와 국경을 접한다. 4개 지방 자치체(3개 도시형 농촌, 1개 농촌)를 관할한다.

군 문장